# Maximos (Vgenopoulos)
Maximos (světským jménem: Maximos Vgenopoulos; * 1968, Patra) je řecký pravoslavný duchovní Konstantinopolského patriarchátu a metropolita Silivri.

## Život
Narodil se roku 1968 v Patře. Studoval na církevním gymnáziu ve svém rodném městě.
Roku 1986 nastoupil na studium Vyšší církevní školy v Athénách, kterou dokončil roku 1989. Roku 1991 začal studovat na teologické fakultě Bělehradské univerzity. Studium úspěšně dokončil roku 1995.
Roku 1993 byl v chrámu svaté Eufemie v Chalkédónu metropolitou Ioakeimem (Nerantzoulisem) rukopoložen na diákona.
V letech 1995-2005 sloužil jako kodikograf Svatého synodu Konstantinopolského patriarchátu.
Roku 1997 započal studium na Londýnské univerzitě, kde roku 2002 získal titul doktora filosofie. Téma disertační práce znělo "Primacy in the Church from Vatican I to Vatican II: An Orthodox Perspective".
Účastnil se mezinárodních teologických konferencí.
V letech 2005-2008 sloužil jako druhý diákon patriarchy. Poté jako archidiákon v chrámu svatého Jiří v Istanbulu.
Dne 15. července 2014 byl Svatým synodem zvolen metropolitou Silivri. Dne 26. července 2014 byl metropolitou Gallipoli a Madytosu Stefanosem (Ntinidis) rukopoložen na jereje.
Dne 27. července 2014 proběhla v chrámu svatého Jiří v Istanbulu jeho biskupská chirotonie. Světiteli byli patriarcha Bartoloměj I., metropolita Černé Hory Amfilochije (Radovič), metropolita Pergamonu Ioannis (Zizioulas), metropolita Filadelfie Meliton (Karas), metropolita Demetrias a Almyrosu Ignatios (Georgakopoulos), metropolita Glyfady Pavlos (Tsaousoglou), metropolita Patry Chrysostomos (Kyriakos), metropolita Gallipoli a Madytosu Stefanos (Ntinidis), metropolita Kydonies Athinagoras (Chrysanis), arcibiskup Kataru Makarios (Mavrogiannakis), biskup Západní Ameriky Maxim (Vasiljevič).
V únoru 2015 obdržel mezi 10 dalšími duchovními Konstantinopolského patriarchátu turecké občanství, které mu umožňuje účastnit se voleb konstantinopolského patriarchy.